# اوله کریستین فورست
اوله کریستین فورست (انگلیسی: Ole Kristian Furuseth؛ زادهٔ ۷ ژانویهٔ ۱۹۶۷) اسکی‌باز آلپاین اهل نروژ است.